# Energia ciclônica acumulada

Gráfico mostrando as variações do índice ACE desde 1851 no Atlântico Norte.

A energia ciclônica acumulada (ECA) ou energia acumulada de ciclones tropicais, às vezes conhecida pela forma anglófona accumulated cyclone energy (ACE) é uma medida utilizada pela National Oceanic and Atmospheric Administration (NOAA) para expressar a atividade individual de um ciclone tropical ou para expressar a atividade total de uma temporada de ciclones tropicais, particularmente para as temporadas de furacões no Atlântico. A medida utiliza uma aproximação da energia utilizada por um ciclone tropical durante o seu tempo de existência e é calculado a cada seis horas. O ECA de uma temporada é a soma dos ECAs de cada tempestade. A ECA pode indicar a força, duração e o número de ciclones tropicais numa temporada.